# Ceratobatrachidae
Ceratobatrachidae – rodzina płazów z rzędu płazów bezogonowych (Anura), wyłączona z rodziny żabowatych (Ranidae).

## Zasięg występowania
Rodzina obejmuje gatunki występujące na Fidżi, Wyspach Admiralicji, Archipelagu Bismarcka, Molukach i całym łańcuchu Wysp Salomona (zarówno Wyspy Salomona, jak i Papua-Nowa Gwinea), z wyjątkiem Makiry; Borneo, Filipiny, północna Mjanma, północno-wschodnie Indie i sąsiednie Chiny.

## Podział systematyczny
Do rodziny należą następujące podrodziny:
- Alcalinae Brown, Siler, Richards, Diesmos & Cannatella, 2015
- Ceratobatrachinae Boulenger, 1884
- Liuraninae Fei, Ye & Jiang, 2010